# Heinz Aull
Heinz Aull (* 27. Januar 1926 in Dittichenrode, Kreis Sangerhausen; † 8. Februar 1996) war ein deutscher Politiker der Sozialistischen Einheitspartei Deutschlands (SED) in der Deutschen Demokratischen Republik (DDR). Er war von 1963 bis 1970 und von 1981 bis 1987 stellvertretender Minister für Post- und Fernmeldewesen der DDR.

## Leben
Nach der Volksschule und der Berufsschule arbeitete der Sohn eines Schmieds Heinz Aull bei der Post. 1943 wurde er zum Reichsarbeitsdienst und 1944 in die deutsche Wehrmacht eingezogen und kämpfte im Zweiten Weltkrieg. Ende 1944 geriet Aull in amerikanische Kriegsgefangenschaft, kam nach Kriegsende frei und kehrte nach Sachsen-Anhalt zurück.
Von 1945 bis 1947 war Aull kommissarischer Amtsvorsteher des Postamts in Roßla. 1946 trat er in die SED ein. 1948/49 war er Amtsvorsteher des Postamts in Elbingerode (Harz) und 1949/50 Betriebsleiter des Bezirks-Pressevertriebs in Halle (Saale). 1950/51 war er Referent der Oberpostdirektion Halle und des Ministeriums für Post- und Fernmeldewesen. 1951/52 studierte Aull an der Fachschule für Finanzwirtschaft in Brandis und wurde 1952 Hauptreferent und Hauptbuchhalter im Ministerium für Post- und Fernmeldewesen. Von 1955 bis 1958 absolvierte Aull ein weiteres Studium an der Parteihochschule „Karl Marx“ und erreichte das Diplom in Gesellschaftswissenschaften. 1965 wurde er zum Doktor der Wirtschaftswissenschaften promoviert.
Von 1959 bis 1963 sowie ab 1965 war Aull Leiter der Abteilung Planung im Ministerium für Post- und Fernmeldewesen. In den Jahren 1963 bis 1970 und 1981 bis 1987 war Aull Stellvertreter des Ministers für Post- und Fernmeldewesen der DDR und dazwischen von 1971 bis 1981 stellvertretender Leiter der Abteilung Transport- und Nachrichtenwesen des Zentralkomitees der SED.

## Auszeichnungen
- 1971 Orden Banner der Arbeit
- 1975 Vaterländischer Verdienstorden in Silber
- 1978 Ehrentitel Verdienter Werktätiger des Post- und Fernmeldewesens der Deutschen Demokratischen Republik

## Werke
- Heinz Aull: Zur Anwendung des neuen ökonomischen Systems der Planung und Leitung der Volkswirtschaft im Wirtschaftszweig Post- und Fernmeldewesen. Institut für sozialistische Wirtschaftsführung des Post- und Fernmeldewesens, Berlin 1964.
- Heinz Aull: Bildung einer Forschungsgemeinschaft „Anwendung der Kybernetik und Mathematik in der Ökonomie und Technologie des Post- und Fernmeldewesens“. Institut für sozialistische Wirtschaftsführung des Post- und Fernmeldewesens, Berlin 1965.
- Heinz Aull: Die wissenschaftliche Gestaltung eines effektiven Leitungssystems im Post- und Fernmeldewesen unter den Bedingungen des ökonomischen Systems des Sozialismus. Institut für sozialistische Wirtschaftsführung des Post- und Fernmeldewesens, Berlin 1969.
- Heinz Aull, Heinz Uhlig: Grundfragen der Gestaltung und Anwendung des ökonomischen Systems des Sozialismus im Post- und Fernmeldewesen. Institut für sozialistische Wirtschaftsführung des Post- und Fernmeldewesens, Berlin 1970.
- Heinz Aull: Zu einigen ausgewählten Problemen der Beschleunigung des wissenschaftlich-technischen Fortschritts im Nachrichtenwesen. Institut für sozialistische Wirtschaftsführung des Post- und Fernmeldewesens, Berlin 1983.